# Premiership Rugby (2014/2015)
English Premiership 2014/2015 – dwudziesta ósma edycja Premiership, najwyższego poziomu rozgrywek w rugby union w Anglii. Organizowane przez Rugby Football Union zawody odbyły się w dniach 5 września 2014 – 30 maja 2015 roku, a tytułu bronił zespół Northampton Saints.
Rozgrywki toczyły się w pierwszej fazie systemem ligowym w okresie jesień-wiosna, a czołowa czwórka awansowała do półfinałów. Tytuł mistrzowski zdobył zespół Saracens.

## Faza grupowa
| 5 września 201419:45 | Northampton Saints | 53:6(24:6) | Gloucester                           | Franklin’s Gardens, Northampton Widzów: 13474 Sędzia: Wayne Barnes |
| 5 września 201419:45 | George North 15 (3P) George Pisi 5 (P) Jon Fisher 5 (P) Kahn Fotualiʻi 5 (P) Luther Burrell 10 (2P) Stephen Myler 11 (4pd K) Will Hooley 2 (pd) | 53:6(24:6) | Greig Laidlaw 3 (K) James Hook 3 (K) | Franklin’s Gardens, Northampton Widzów: 13474 Sędzia: Wayne Barnes |
| 5 września 201419:45 | Henry Trinder | 53:6(24:6) |                                      | Franklin’s Gardens, Northampton Widzów: 13474 Sędzia: Wayne Barnes |

| 6 września 201414:00 | Sale Sharks                                                      | 20:29(13:16) | Bath                                                                 | AJ Bell Stadium, Manchester Widzów: 5353 Sędzia: JP Doyle |
| 6 września 201414:00 | Danny Cipriani 10 (2pd 2K) Mark Easter 5 (P) Mark Jennings 5 (P) | 20:29(13:16) | Anthony Watson 5 (P) George Ford 19 (2pd 5K) Semesa Rokoduguni 5 (P) | AJ Bell Stadium, Manchester Widzów: 5353 Sędzia: JP Doyle |
| 6 września 201414:00 | Dominic Day                                                      | 20:29(13:16) |                                                                      | AJ Bell Stadium, Manchester Widzów: 5353 Sędzia: JP Doyle |

| 6 września 201414:00 | Saracens                                                                                   | 34:28(20:9) | London Wasps                                                      | Twickenham Stadium Londyn Widzów: 66164 Sędzia: Andrew Small |
| 6 września 201414:00 | Charlie Hodgson 10 (2pd 2K) Chris Ashton 5 (P) David Strettle 15 (3P) Owen Farrell 4 (2pd) | 34:28(20:9) | Andy Goode 13 (2pd 3K) Christian Wade 10 (2P) Nathan Hughes 5 (P) | Twickenham Stadium Londyn Widzów: 66164 Sędzia: Andrew Small |
| 6 września 201414:00 | Kelly Brown                                                                                | 34:28(20:9) |                                                                   | Twickenham Stadium Londyn Widzów: 66164 Sędzia: Andrew Small |

| 6 września 201415:00 | Leicester Tigers                                                   | 36:17(12:3) | Newcastle Falcons                                                 | Welford Road, Leicester Widzów: 22639 Sędzia: Luke Pearce |
| 6 września 201415:00 | David Mele 5 (P) Freddie Burns 16 (2pd 4K) Vereniki Goneva 15 (3P) | 36:17(12:3) | Andy Saull 5 (P) Juan Pablo Socino 7 (2pd K) Richard Mayhew 5 (P) | Welford Road, Leicester Widzów: 22639 Sędzia: Luke Pearce |

| 6 września 201416:30 | London Irish           | 15:20(6:20) | Harlequins                                                       | Twickenham Stadium Londyn Widzów: 66164 Sędzia: Greg Garner |
| 6 września 201416:30 | Shane Geraghty 15 (5K) | 15:20(6:20) | Nick Evans 10 (2pd 2K) Ollie Lindsay-Hague 5 (P) Ugo Monye 5 (P) | Twickenham Stadium Londyn Widzów: 66164 Sędzia: Greg Garner |
| 6 września 201416:30 | Eamonn Sheridan        | 15:20(6:20) | Joe Marler · Kyle Sinckler                                       | Twickenham Stadium Londyn Widzów: 66164 Sędzia: Greg Garner |

| 7 września 201414:00 | London Welsh | 0:52(0:17) | Exeter    | Kassam Stadium, Oksford Widzów: 2776 Sędzia: Dean Richards |
| 7 września 201414:00 | Chrysander Botha 5 (P) Dave Ewers 5 (P) Gareth Steenson 12 (6pd) Henry Slade 5 (pd K) Ian Whitten 5 (P) Jack Arnott 5 (P) Sam Hill 5 (P) Thomas Waldrom 10 (2P) | 0:52(0:17) |           | Kassam Stadium, Oksford Widzów: 2776 Sędzia: Dean Richards |
| 7 września 201414:00 | Pablo Henn | 0:52(0:17) | Ben White | Kassam Stadium, Oksford Widzów: 2776 Sędzia: Dean Richards |

| 12 września 201419:45 | Harlequins                                                                                              | 0:39(0:16) | Saracens                              | Twickenham Stoop, Londyn Widzów: 13102 Sędzia: Wayne Barnes |
| 12 września 201419:45 | Alex Goode 3 (K) Charlie Hodgson 22 (P pd 5K) Chris Ashton 5 (P) Owen Farrell 4 (2pd) Will Fraser 5 (P) | 0:39(0:16) |                                       | Twickenham Stoop, Londyn Widzów: 13102 Sędzia: Wayne Barnes |
| 12 września 201419:45 | Rob Buchanan                                                                                            | 0:39(0:16) | Alistair Hargreaves · Charlie Hodgson | Twickenham Stoop, Londyn Widzów: 13102 Sędzia: Wayne Barnes |

| 13 września 201415:00 | Bath | 53:26(27:14) | London Welsh                                                                                       | The Recreation Ground, Bath Widzów: 12755 Sędzia: Matt Carley |
| 13 września 201415:00 | Carl Fearns 5 (P) Chris Cook 5 (P) George Ford 18 (6pd 2K) Jonathan Joseph 10 (2P) Leroy Houston 5 (P) Semesa Rokoduguni 10 (2P) | 53:26(27:14) | Lachlan McCaffrey 5 (P) Olly Barkley 6 (3pd) Pete Browne 5 (P) Seb Jewell 5 (P) Seb Stegmann 5 (P) | The Recreation Ground, Bath Widzów: 12755 Sędzia: Matt Carley |

| 13 września 201415:00 | Gloucester                                               | 34:27(6:17) | Sale Sharks                                                                         | Kingsholm Stadium, Gloucester Widzów: 12353 Sędzia: Greg Garner |
| 13 września 201415:00 | Greig Laidlaw 19 (2pd 5K) Jonny May 5 (P) Rob Cook 5 (P) | 34:27(6:17) | Chris Cusiter 5 (P) Danny Cipriani 12 (P 2pd K) Luke McLean 5 (P) Tom Arscott 5 (P) | Kingsholm Stadium, Gloucester Widzów: 12353 Sędzia: Greg Garner |

| 13 września 201415:15 | Exeter                                                          | 20:24(17:13) | Leicester Tigers                                                                  | Sandy Park, Exeter Widzów: 9721 Sędzia: JP Doyle |
| 13 września 201415:15 | Dave Ewers 5 (P) Gareth Steenson 10 (2pd 2K) Haydn Thomas 5 (P) | 20:24(17:13) | Anthony Allen 5 (P) Ben Youngs 5 (P) Freddie Burns 11 (pd 3K) Owen Williams 3 (K) | Sandy Park, Exeter Widzów: 9721 Sędzia: JP Doyle |
| 13 września 201415:15 | Dave Ewers                                                      | 20:24(17:13) | Vereniki Goneva                                                                   | Sandy Park, Exeter Widzów: 9721 Sędzia: JP Doyle |

| 14 września 201414:00 | London Wasps                                                                                      | 20:16(3:3) | Northampton Saints                       | Adams Park, High Wycombe Widzów: 6374 Sędzia: Luke Pearce |
| 14 września 201414:00 | Andy Goode 3 (K) Ashley Johnson 5 (P) Rob Miller 3 (K) Ruaridh Jackson 4 (2pd) Tom Varndell 5 (P) | 20:16(3:3) | Ben Foden 5 (P) Stephen Myler 11 (pd 3K) | Adams Park, High Wycombe Widzów: 6374 Sędzia: Luke Pearce |
| 14 września 201414:00 | Ashley Johnson                                                                                    | 20:16(3:3) | Alex Corbisiero                          | Adams Park, High Wycombe Widzów: 6374 Sędzia: Luke Pearce |

| 14 września 201415:00 | Newcastle Falcons                                                               | 18:20(5:6) | London Irish                                                         | Kingston Park, Newcastle upon Tyne Widzów: 5888 Sędzia: Andrew Small |
| 14 września 201415:00 | Josh Furno 5 (P) Juan Pablo Socino 3 (K) Scott Wilson 5 (P) Sinoti Sinoti 5 (P) | 18:20(5:6) | Andrew Fenby 5 (P) Fergus Mulchrone 5 (P) Shane Geraghty 10 (2pd 2K) | Kingston Park, Newcastle upon Tyne Widzów: 5888 Sędzia: Andrew Small |
| 14 września 201415:00 | Tom Court                                                                       | 18:20(5:6) |                                                                      | Kingston Park, Newcastle upon Tyne Widzów: 5888 Sędzia: Andrew Small |

| 19 września 201419:45 | Gloucester                                                                                       | 22:25(12:22) | Exeter                                                        | Kingsholm Stadium, Gloucester Widzów: 13463 Sędzia: Matt Carley |
| 19 września 201419:45 | Dan Murphy 5 (P) Greig Laidlaw 2 (pd) James Hook 5 (pd K) Jonny May 5 (P) Sione Kalamafoni 5 (P) | 22:25(12:22) | Ben White 5 (P) Gareth Steenson 14 (pd 4K) Henry Slade 6 (2K) | Kingsholm Stadium, Gloucester Widzów: 13463 Sędzia: Matt Carley |
| 19 września 201419:45 | Matt Kvesic                                                                                      | 22:25(12:22) | Ian Whitten                                                   | Kingsholm Stadium, Gloucester Widzów: 13463 Sędzia: Matt Carley |

| 20 września 201414:00 | Sale Sharks | 46:8(15:3) | London Welsh                          | AJ Bell Stadium, Manchester Widzów: 4953 Sędzia: Andrew Small |
| 20 września 201414:00 | Danny Cipriani 12 (3pd 2K) Joe Ford 4 (2pd) Luke McLean 5 (P) Tom Arscott 15 (3P) Tom Brady 5 (P) Vadim Cobîlaș 5 (P) | 46:8(15:3) | Nic Reynolds 5 (P) Olly Barkley 3 (K) | AJ Bell Stadium, Manchester Widzów: 4953 Sędzia: Andrew Small |
| 20 września 201414:00 | Dean Schofield | 46:8(15:3) |                                       | AJ Bell Stadium, Manchester Widzów: 4953 Sędzia: Andrew Small |

| 20 września 201415:00 | Harlequins                                                   | 26:23(9:13) | London Wasps                                                                  | Twickenham Stoop, Londyn Widzów: 12967 Sędzia: JP Doyle |
| 20 września 201415:00 | Ben Botica 13 (2pd 3K) Chris Robshaw 5 (P) Danny Care 3 (dg) | 26:23(9:13) | Andy Goode 8 (pd 2K) Guy Thompson 5 (P) Thomas Young 5 (P) Tom Varndell 5 (P) | Twickenham Stoop, Londyn Widzów: 12967 Sędzia: JP Doyle |
| 20 września 201415:00 | Charlie Matthews                                             | 26:23(9:13) | Kearnan Myall                                                                 | Twickenham Stoop, Londyn Widzów: 12967 Sędzia: JP Doyle |

| 20 września 201415:00 | London Irish                                                        | 32:36(19:23) | Saracens | Madejski Stadium, Reading Widzów: 6665 Sędzia: Luke Pearce |
| 20 września 201415:00 | Alex Lewington 15 (3P) Blair Cowan 5 (P) Shane Geraghty 12 (3pd 2K) | 32:36(19:23) | Alex Goode 6 (2K) Billy Vunipola 5 (P) Charlie Hodgson 2 (pd) Owen Farrell 13 (2pd 3K) Richard Wigglesworth 5 (P) Tim Streather 5 (P) | Madejski Stadium, Reading Widzów: 6665 Sędzia: Luke Pearce |

| 20 września 201415:15 | Bath | 45:0(23:0) | Leicester Tigers | The Recreation Ground, Bath Widzów: 12817 Sędzia: Wayne Barnes |
| 20 września 201415:15 | George Ford 20 (4pd dg 3K) Jonathan Joseph 5 (P) Kyle Eastmond 5 (P) Olly Woodburn 5 (P) Peter Stringer 5 (P) Semesa Rokoduguni 5 (P) | 45:0(23:0) |                  | The Recreation Ground, Bath Widzów: 12817 Sędzia: Wayne Barnes |
| 20 września 201415:15 | Nick Auterac | 45:0(23:0) | David Mele       | The Recreation Ground, Bath Widzów: 12817 Sędzia: Wayne Barnes |

| 21 września 201414:00 | Newcastle Falcons                          | 10:35(3:28) | Northampton Saints                                                                                | Kingston Park, Newcastle upon Tyne Widzów: 5057 Sędzia: Greg Garner |
| 21 września 201414:00 | Juan Pablo Socino 5 (pd K) Noah Cato 5 (P) | 10:35(3:28) | Alex Waller 5 (P) George North 5 (P) James Wilson 2 (pd) Ken Pisi 5 (P) Will Hooley 18 (P 2pd 3K) | Kingston Park, Newcastle upon Tyne Widzów: 5057 Sędzia: Greg Garner |
| 21 września 201414:00 | Allister Hogg                              | 10:35(3:28) |                                                                                                   | Kingston Park, Newcastle upon Tyne Widzów: 5057 Sędzia: Greg Garner |

| 26 września 201419:45 | London Welsh                            | 10:46(10:12) | Gloucester | Kassam Stadium, Oksford Widzów: 3531 Sędzia: Luke Pearce |
| 26 września 201419:45 | Ben Pienaar 5 (P) Olly Barkley 5 (pd K) | 10:46(10:12) | Billy Twelvetrees 3 (K) Charlie Sharples 5 (P) Greig Laidlaw 11 (4pd K) Henry Purdy 5 (P) James Hook 2 (pd) Jonny May 5 (P) Mark Atkinson 10 (2P) | Kassam Stadium, Oksford Widzów: 3531 Sędzia: Luke Pearce |
| 26 września 201419:45 | Dean Schofield · Taione Vea             | 10:46(10:12) | | Kassam Stadium, Oksford Widzów: 3531 Sędzia: Luke Pearce |

| 27 września 201415:00 | Leicester Tigers                                                   | 19:22(6:13) | London Irish                                  | Welford Road, Leicester Widzów: 21682 Sędzia: Greg Garner |
| 27 września 201415:00 | Freddie Burns 11 (pd 3K) Owen Williams 3 (K) Vereniki Goneva 5 (P) | 19:22(6:13) | Halani Aulika 5 (P) Shane Geraghty 17 (pd 5K) | Welford Road, Leicester Widzów: 21682 Sędzia: Greg Garner |
| 27 września 201415:00 | Jordan Crane                                                       | 19:22(6:13) | Shane Geraghty                                | Welford Road, Leicester Widzów: 21682 Sędzia: Greg Garner |

| 27 września 201415:00 | Saracens | 40:19(30:7) | Sale Sharks                                                               | Allianz Park, Londyn Widzów: 8451 Sędzia: JP Doyle |
| 27 września 201415:00 | Alex Goode 8 (P K) Charlie Hodgson 15 (3pd 3K) Ernst Joubert 5 (P) Richard Barrington 5 (P) Richard Wigglesworth 2 (pd) | 40:19(30:7) | Danny Cipriani 2 (pd) David Seymour 5 (P) Joe Ford 2 (pd) Tom Brady 5 (P) | Allianz Park, Londyn Widzów: 8451 Sędzia: JP Doyle |
| 27 września 201415:00 | Alex Goode · George Kruis                                                                                               | 40:19(30:7) | David Seymour                                                             | Allianz Park, Londyn Widzów: 8451 Sędzia: JP Doyle |

| 27 września 201415:15 | Northampton Saints                                                               | 31:24(17:10) | Bath                                                                            | Franklin’s Gardens, Northampton Widzów: 13365 Sędzia: Tim Wigglesworth |
| 27 września 201415:15 | Calum Clark 5 (P) Christian Day 5 (P) George Pisi 5 (P) Stephen Myler 11 (4pd K) | 31:24(17:10) | David Wilson 5 (P) George Ford 9 (3pd K) Nick Auterac 5 (P) Olly Woodburn 5 (P) | Franklin’s Gardens, Northampton Widzów: 13365 Sędzia: Tim Wigglesworth |
| 27 września 201415:15 | Luke Arscott                                                                     | 31:24(17:10) |                                                                                 | Franklin’s Gardens, Northampton Widzów: 13365 Sędzia: Tim Wigglesworth |

| 28 września 201414:00 | Exeter                                                                                    | 36:13(19:6) | Harlequins                                    | Sandy Park, Exeter Widzów: 8860 Sędzia: Andrew Small |
| 28 września 201414:00 | Gareth Steenson 15 (3pd 3K) Henry Slade 11 (P 2K) Jack Yeandle 5 (P) Thomas Waldrom 5 (P) | 36:13(19:6) | Asaeli Tikoirotuma 5 (P) Ben Botica 8 (pd 2K) | Sandy Park, Exeter Widzów: 8860 Sędzia: Andrew Small |
| 28 września 201414:00 | Jack Nowell                                                                               | 36:13(19:6) |                                               | Sandy Park, Exeter Widzów: 8860 Sędzia: Andrew Small |

| 28 września 201414:00 | London Wasps                                                                        | 35:18(17:11) | Newcastle Falcons                                            | Adams Park, High Wycombe Widzów: 5568 Sędzia: Dean Richards |
| 28 września 201414:00 | Andy Goode 13 (2pd 3K) James Gaskell 5 (P) Rob Miller 7 (P pd) Tom Varndell 10 (2P) | 35:18(17:11) | Juan Pablo Socino 6 (2K) Rory Clegg 2 (pd) Ruki Tipuna 5 (P) | Adams Park, High Wycombe Widzów: 5568 Sędzia: Dean Richards |
| 28 września 201414:00 | Christian Wade                                                                      | 35:18(17:11) |                                                              | Adams Park, High Wycombe Widzów: 5568 Sędzia: Dean Richards |

| 3 października 201419:45 | Bath                                                             | 21:11(13:6) | Saracens                                                 | The Recreation Ground, Bath Widzów: 13314 Sędzia: Greg Garner |
| 3 października 201419:45 | George Ford 11 (pd 3K) Jonathan Joseph 5 (P) Kyle Eastmond 5 (P) | 21:11(13:6) | Alex Goode 3 (K) Charlie Hodgson 3 (K) Chris Wyles 5 (P) | The Recreation Ground, Bath Widzów: 13314 Sędzia: Greg Garner |
| 3 października 201419:45 | Chris Ashton                                                     | 21:11(13:6) |                                                          | The Recreation Ground, Bath Widzów: 13314 Sędzia: Greg Garner |

| 4 października 201415:00 | Harlequins | 52:0(17:0) | London Welsh              | Twickenham Stoop, Londyn Widzów: 13657 Sędzia: Dean Richards |
| 4 października 201415:00 | Danny Care 5 (P) Karl Dickson 5 (P) Marland Yarde 10 (2P) Matt Hopper 5 (P) Mike Brown 5 (P) Nick Evans 17 (7pd K) | 52:0(17:0) |                           | Twickenham Stoop, Londyn Widzów: 13657 Sędzia: Dean Richards |
| 4 października 201415:00 | Will Collier | 52:0(17:0) | Pablo Henn · Seb Stegmann | Twickenham Stoop, Londyn Widzów: 13657 Sędzia: Dean Richards |

| 4 października 201415:00 | London Irish           | 12:19(0:10) | Northampton Saints                            | Madejski Stadium, Reading Widzów: 6717 Sędzia: Matt Carley |
| 4 października 201415:00 | Shane Geraghty 12 (4K) | 12:19(0:10) | Luther Burrell 5 (P) Stephen Myler 14 (pd 4K) | Madejski Stadium, Reading Widzów: 6717 Sędzia: Matt Carley |

| 4 października 201415:15 | Gloucester                                                                       | 33:16(30:9) | Leicester Tigers                          | Kingsholm Stadium, Gloucester Widzów: 15127 Sędzia: Andrew Small |
| 4 października 201415:15 | Charlie Sharples 5 (P) Greig Laidlaw 18 (3pd 4K) Jonny May 5 (P) Nick Wood 5 (P) | 33:16(30:9) | David Mele 5 (P) Owen Williams 11 (pd 3K) | Kingsholm Stadium, Gloucester Widzów: 15127 Sędzia: Andrew Small |
| 4 października 201415:15 | Vereniki Goneva                                                                  | 33:16(30:9) |                                           | Kingsholm Stadium, Gloucester Widzów: 15127 Sędzia: Andrew Small |

| 5 października 201414:00 | Sale Sharks                                                                        | 25:14(12:7) | London Wasps                                                                 | AJ Bell Stadium, Manchester Widzów: 5065 Sędzia: Luke Pearce |
| 5 października 201414:00 | Chris Cusiter 5 (P) Danny Cipriani 10 (2pd dg K) Tom Arscott 5 (P) Tom Brady 5 (P) | 25:14(12:7) | Andy Goode 2 (pd) Christian Wade 5 (P) Nathan Hughes 5 (P) Rob Miller 2 (pd) | AJ Bell Stadium, Manchester Widzów: 5065 Sędzia: Luke Pearce |
| 5 października 201414:00 | Michael Paterson                                                                   | 25:14(12:7) | Viliami Helu                                                                 | AJ Bell Stadium, Manchester Widzów: 5065 Sędzia: Luke Pearce |

| 5 października 201415:00 | Newcastle Falcons                                                                    | 29:24(14:15) | Exeter                                                                        | Kingston Park, Newcastle upon Tyne Widzów: 4216 Sędzia: Tim Wigglesworth |
| 5 października 201415:00 | Juan Pablo Socino 14 (pd 4K) Noah Cato 5 (P) Sinoti Sinoti 5 (P) Tom Catterick 5 (P) | 29:24(14:15) | Ben White 5 (P) Gareth Steenson 9 (3K) Henry Slade 5 (P) Thomas Waldrom 5 (P) | Kingston Park, Newcastle upon Tyne Widzów: 4216 Sędzia: Tim Wigglesworth |

| 10 października 201419:45 | Leicester Tigers                             | 22:16(16:6) | Harlequins                               | Welford Road, Leicester Widzów: 21510 Sędzia: Tim Wigglesworth |
| 10 października 201419:45 | Blaine Scully 5 (P) Owen Williams 17 (pd 5K) | 22:16(16:6) | Karl Dickson 5 (P) Nick Evans 11 (pd 3K) | Welford Road, Leicester Widzów: 21510 Sędzia: Tim Wigglesworth |

| 11 października 201414:30 | London Welsh       | 3:23(3:16) | Newcastle Falcons                                                                                | Kassam Stadium, Oksford Widzów: 2154 Sędzia: Wayne Barnes |
| 11 października 201414:30 | Olly Barkley 3 (K) | 3:23(3:16) | Adam Powell 5 (P) Juan Pablo Socino 6 (2K) Mark Wilson 5 (P) Rory Clegg 2 (pd) Ruki Tipuna 5 (P) | Kassam Stadium, Oksford Widzów: 2154 Sędzia: Wayne Barnes |
| 11 października 201414:30 | Mark Wilson        | 3:23(3:16) |                                                                                                  | Kassam Stadium, Oksford Widzów: 2154 Sędzia: Wayne Barnes |

| 11 października 201415:00 | Exeter                                                                                                | 44:24(30:3) | London Irish                                                    | Sandy Park, Exeter Widzów: 8654 Sędzia: Ian Tempest |
| 11 października 201415:00 | Carl Rimmer 5 (P) Damian Welch 10 (2P) Don Armand 5 (P) Gareth Steenson 19 (5pd 3K) Henry Slade 5 (P) | 44:24(30:3) | Andrew Fenby 5 (P) Blair Cowan 10 (2P) Shane Geraghty 9 (3pd K) | Sandy Park, Exeter Widzów: 8654 Sędzia: Ian Tempest |
| 11 października 201415:00 | David Paice                                                                                           | 44:24(30:3) |                                                                 | Sandy Park, Exeter Widzów: 8654 Sędzia: Ian Tempest |

| 11 października 201415:00 | Saracens                                                                                   | 28:21(15:13) | Gloucester                                               | Allianz Park, Londyn Widzów: 9084 Sędzia: Dean Richards |
| 11 października 201415:00 | Alistair Hargreaves 5 (P) Charlie Hodgson 13 (2pd 3K) Chris Ashton 5 (P) Chris Wyles 5 (P) | 28:21(15:13) | Greig Laidlaw 11 (pd 3K) Rob Cook 5 (P) Tom Savage 5 (P) | Allianz Park, Londyn Widzów: 9084 Sędzia: Dean Richards |
| 11 października 201415:00 | Nick Wood                                                                                  | 28:21(15:13) |                                                          | Allianz Park, Londyn Widzów: 9084 Sędzia: Dean Richards |

| 11 października 201415:15 | Northampton Saints | 43:10(22:3) | Sale Sharks                                              | Franklin’s Gardens, Northampton Widzów: 13362 Sędzia: Andrew Small |
| 11 października 201415:15 | George Pisi 5 (P) James Wilson 2 (pd) Kahn Fotualiʻi 5 (P) Ken Pisi 5 (P) Samu Manoa 15 (3P) Stephen Myler 11 (4pd K) | 43:10(22:3) | Danny Cipriani 3 (K) Joe Ford 2 (pd) Mark Jennings 5 (P) | Franklin’s Gardens, Northampton Widzów: 13362 Sędzia: Andrew Small |

| 12 października 201414:00 | London Wasps                                                       | 29:22(12:0) | Bath                                                                           | Adams Park, High Wycombe Widzów: 7397 Sędzia: JP Doyle |
| 12 października 201414:00 | Andy Goode 16 (2pd 4K) Elliot Daly 3 (K) Sailosi Tagicakibau 5 (P) | 29:22(12:0) | David Sisi 5 (P) George Ford 7 (2pd K) Jonathan Joseph 5 (P) Micky Young 5 (P) | Adams Park, High Wycombe Widzów: 7397 Sędzia: JP Doyle |
| 12 października 201414:00 | David Wilson · Leroy Houston · Micky Young                         | 29:22(12:0) |                                                                                | Adams Park, High Wycombe Widzów: 7397 Sędzia: JP Doyle |

| 14 listopada 201419:45 | Gloucester                                  | 15:22(12:10) | Harlequins                                                                     | Kingsholm Stadium, Gloucester Widzów: 14303 Sędzia: Andrew Small |
| 14 listopada 201419:45 | Aled Thomas 3 (K) Billy Twelvetrees 12 (4K) | 15:22(12:10) | Charlie Walker 5 (P) Luke Wallace 5 (P) Nick Easter 5 (P) Nick Evans 7 (2pd K) | Kingsholm Stadium, Gloucester Widzów: 14303 Sędzia: Andrew Small |

| 14 listopada 201419:45 | Northampton Saints                                               | 18:24(6:21) | Exeter                                                                   | Franklin’s Gardens, Northampton Widzów: 13362 Sędzia: Dean Richards |
| 14 listopada 201419:45 | Jamie Elliott 5 (P) Stephen Myler 8 (pd 2K) Tom Stephenson 5 (P) | 18:24(6:21) | Gareth Steenson 9 (3pd K) Luke Cowan-Dickie 5 (P) Thomas Waldrom 10 (2P) | Franklin’s Gardens, Northampton Widzów: 13362 Sędzia: Dean Richards |

| 15 listopada 201412:00 | Sale Sharks                                                                                         | 36:8(22:3) | London Irish                               | AJ Bell Stadium, Manchester Widzów: 4753 Sędzia: Matt Carley |
| 15 listopada 201412:00 | Andy Forsyth 5 (P) Dan Braid 5 (P) Danny Cipriani 9 (3pd K) David Seymour 5 (P) Nick MacLeod 2 (pd) | 36:8(22:3) | Chris Noakes 3 (K) George Skivington 5 (P) | AJ Bell Stadium, Manchester Widzów: 4753 Sędzia: Matt Carley |
| 15 listopada 201412:00 | David Paice · Luke Narraway                                                                         | 36:8(22:3) |                                            | AJ Bell Stadium, Manchester Widzów: 4753 Sędzia: Matt Carley |

| 15 listopada 201417:00 | Bath                                                                  | 23:14(10:7) | Newcastle Falcons                                                                | The Recreation Ground, Bath Widzów: 12877 Sędzia: Ian Tempest |
| 15 listopada 201417:00 | Gavin Henson 13 (2pd dg 2K) Jonathan Joseph 5 (P) Stuart Hooper 5 (P) | 23:14(10:7) | Juan Pablo Socino 2 (pd) Mark Wilson 5 (P) Rory Clegg 2 (pd) Sinoti Sinoti 5 (P) | The Recreation Ground, Bath Widzów: 12877 Sędzia: Ian Tempest |
| 15 listopada 201417:00 | Juan Pablo Socino                                                     | 23:14(10:7) |                                                                                  | The Recreation Ground, Bath Widzów: 12877 Sędzia: Ian Tempest |

| 16 listopada 201413:00 | Leicester Tigers      | 21:21(6:12) | Saracens                | Welford Road, Leicester Widzów: 21680 Sędzia: Tim Wigglesworth |
| 16 listopada 201413:00 | Owen Williams 21 (7K) | 21:21(6:12) | Charlie Hodgson 21 (7K) | Welford Road, Leicester Widzów: 21680 Sędzia: Tim Wigglesworth |
| 16 listopada 201413:00 | Marcelo Bosch         | 21:21(6:12) |                         | Welford Road, Leicester Widzów: 21680 Sędzia: Tim Wigglesworth |

| 16 listopada 201415:15 | London Wasps | 71:7(26:0) | London Welsh                           | Adams Park, High Wycombe Widzów: 5842 Sędzia: Tom Foley |
| 16 listopada 201415:15 | Alex Lozowski 4 (2pd) Andy Goode 12 (6pd) Ashley Johnson 15 (3P) Christian Wade 15 (3P) Joe Simpson 5 (P) Nathan Hughes 10 (2P) Sailosi Tagicakibau 5 (P) Tom Varndell 5 (P) | 71:7(26:0) | Ben Pienaar 5 (P) Will Robinson 2 (pd) | Adams Park, High Wycombe Widzów: 5842 Sędzia: Tom Foley |

| 21 listopada 201419:45 | Harlequins         | 12:16(6:6) | Sale Sharks                               | Twickenham Stoop, Londyn Widzów: 13067 Sędzia: Tom Foley |
| 21 listopada 201419:45 | Nick Evans 12 (4K) | 12:16(6:6) | Dan Braid 5 (P) Danny Cipriani 11 (pd 3K) | Twickenham Stoop, Londyn Widzów: 13067 Sędzia: Tom Foley |

| 21 listopada 201420:00 | Newcastle Falcons                      | 20:10(9:7) | Gloucester                           | Kingston Park, Newcastle upon Tyne Widzów: 6512 Sędzia: Tim Wigglesworth |
| 21 listopada 201420:00 | Rory Clegg 15 (5K) Sinoti Sinoti 5 (P) | 20:10(9:7) | Billy Burns 5 (pd K) John Afoa 5 (P) | Kingston Park, Newcastle upon Tyne Widzów: 6512 Sędzia: Tim Wigglesworth |
| 21 listopada 201420:00 | Andy Saull                             | 20:10(9:7) | James Hudson                         | Kingston Park, Newcastle upon Tyne Widzów: 6512 Sędzia: Tim Wigglesworth |

| 22 listopada 201415:00 | Exeter                                                               | 31:15(25:8) | London Wasps                                                             | Sandy Park, Exeter Widzów: 8878 Sędzia: Ian Tempest |
| 22 listopada 201415:00 | Gareth Steenson 16 (2pd 4K) Jack Nowell 10 (2P) Thomas Waldrom 5 (P) | 31:15(25:8) | Alex Lozowski 2 (pd) Andy Goode 3 (K) Rob Miller 5 (P) Tom Lindsay 5 (P) | Sandy Park, Exeter Widzów: 8878 Sędzia: Ian Tempest |
| 22 listopada 201415:00 | Tomas Francis                                                        | 31:15(25:8) | Elliot Daly                                                              | Sandy Park, Exeter Widzów: 8878 Sędzia: Ian Tempest |

| 22 listopada 201415:00 | London Irish                                                   | 23:33(6:16) | Bath                                                         | Madejski Stadium, Reading Widzów: 8137 Sędzia: Andrew Small |
| 22 listopada 201415:00 | David Paice 5 (P) James Short 5 (P) Shane Geraghty 13 (2pd 3K) | 23:33(6:16) | Chris Cook 5 (P) Gavin Henson 18 (3pd 4K) Henry Thomas 5 (P) | Madejski Stadium, Reading Widzów: 8137 Sędzia: Andrew Small |
| 22 listopada 201415:00 | Halani Aulika                                                  | 23:33(6:16) | Dominic Day                                                  | Madejski Stadium, Reading Widzów: 8137 Sędzia: Andrew Small |

| 23 listopada 201413:00 | Saracens                                                      | 24:31(8:25) | Northampton Saints                                               | Allianz Park, Londyn Widzów: 8314 Sędzia: Matt Carley |
| 23 listopada 201413:00 | Charlie Hodgson 9 (3K) Chris Wyles 10 (2P) Jackson Wray 5 (P) | 24:31(8:25) | James Wilson 10 (2P) Phil Dowson 5 (P) Stephen Myler 16 (2pd 4K) | Allianz Park, Londyn Widzów: 8314 Sędzia: Matt Carley |
| 23 listopada 201413:00 | Alex Waller                                                   | 24:31(8:25) |                                                                  | Allianz Park, Londyn Widzów: 8314 Sędzia: Matt Carley |

| 23 listopada 201415:15 | London Welsh     | 5:26(5:12) | Leicester Tigers                                                                      | Kassam Stadium, Oksford Widzów: 3249 Sędzia: Dean Richards |
| 23 listopada 201415:15 | Nick Scott 5 (P) | 5:26(5:12) | Graham Kitchener 5 (P) Harry Thacker 10 (2P) Robert Barbieri 5 (P) Tommy Bell 6 (3pd) | Kassam Stadium, Oksford Widzów: 3249 Sędzia: Dean Richards |

| 28 listopada 201419:45 | Bath                                                                                              | 25:6(13:3) | Harlequins        | The Recreation Ground, Bath Widzów: 13327 Sędzia: Wayne Barnes |
| 28 listopada 201419:45 | Kyle Eastmond 5 (P) Leroy Houston 5 (P) Matt Banahan 5 (P) Ollie Devoto 5 (pd K) Ross Batty 5 (P) | 25:6(13:3) | Nick Evans 6 (2K) | The Recreation Ground, Bath Widzów: 13327 Sędzia: Wayne Barnes |
| 28 listopada 201419:45 | George Robson · Kyle Sinckler · Will Collier                                                      | 25:6(13:3) |                   | The Recreation Ground, Bath Widzów: 13327 Sędzia: Wayne Barnes |

| 29 listopada 201415:00 | Leicester Tigers      | 18:16(9:3) | London Wasps                              | Welford Road, Leicester Widzów: 21907 Sędzia: Luke Pearce |
| 29 listopada 201415:00 | Owen Williams 18 (6K) | 18:16(9:3) | Alapati Leiua 5 (P) Andy Goode 11 (pd 3K) | Welford Road, Leicester Widzów: 21907 Sędzia: Luke Pearce |

| 29 listopada 201416:30 | Exeter                  | 27:19(18:6) | Saracens                                                   | Sandy Park, Exeter Widzów: 10335 Sędzia: Greg Garner |
| 29 listopada 201416:30 | Gareth Steenson 27 (9K) | 27:19(18:6) | Alex Goode 2 (pd) Charlie Hodgson 12 (4K) Maro Itoje 5 (P) | Sandy Park, Exeter Widzów: 10335 Sędzia: Greg Garner |
| 29 listopada 201416:30 | James Johnston          | 27:19(18:6) |                                                            | Sandy Park, Exeter Widzów: 10335 Sędzia: Greg Garner |

| 30 listopada 201413:00 | London Irish          | 9:21(0:3) | Gloucester                                                    | Madejski Stadium, Reading Widzów: 5907 Sędzia: Matt Carley |
| 30 listopada 201413:00 | Shane Geraghty 9 (3K) | 9:21(0:3) | Greig Laidlaw 11 (pd 3K) Henry Purdy 5 (P) Steve McColl 5 (P) | Madejski Stadium, Reading Widzów: 5907 Sędzia: Matt Carley |
| 30 listopada 201413:00 | Tom Savage            | 9:21(0:3) |                                                               | Madejski Stadium, Reading Widzów: 5907 Sędzia: Matt Carley |

| 30 listopada 201414:30 | London Welsh                                                                | 14:43(0:19) | Northampton Saints | Kassam Stadium, Oksford Widzów: 4357 Sędzia: Tim Wigglesworth |
| 30 listopada 201414:30 | Gordon Ross 2 (pd) Nic Reynolds 5 (P) Taione Vea 5 (P) Will Robinson 2 (pd) | 14:43(0:19) | Ben Foden 5 (P) Ben Nutley 5 (P) Calum Clark 5 (P) James Wilson 5 (P) Jamie Elliott 5 (P) Samu Manoa 5 (P) Stephen Myler 13 (P 4pd) | Kassam Stadium, Oksford Widzów: 4357 Sędzia: Tim Wigglesworth |
| 30 listopada 201414:30 | Ricky Reeves                                                                | 14:43(0:19) | Sam Dickinson | Kassam Stadium, Oksford Widzów: 4357 Sędzia: Tim Wigglesworth |

| 30 listopada 201415:15 | Newcastle Falcons                            | 13:18(10:8) | Sale Sharks                                                 | Kingston Park, Newcastle upon Tyne Widzów: 5572 Sędzia: Dean Richards |
| 30 listopada 201415:15 | Juan Pablo Socino 5 (P) Rory Clegg 8 (pd 2K) | 13:18(10:8) | Dan Braid 5 (P) Danny Cipriani 8 (pd 2K) Johnny Leota 5 (P) | Kingston Park, Newcastle upon Tyne Widzów: 5572 Sędzia: Dean Richards |

| 19 grudnia 201419:45 | Sale Sharks                                  | 18:11(6:3) | Exeter                                      | AJ Bell Stadium, Manchester Widzów: 5266 Sędzia: Wayne Barnes |
| 19 grudnia 201419:45 | Danny Cipriani 13 (P pd 2K) Mark Cueto 5 (P) | 18:11(6:3) | Gareth Steenson 6 (2K) Thomas Waldrom 5 (P) | AJ Bell Stadium, Manchester Widzów: 5266 Sędzia: Wayne Barnes |
| 19 grudnia 201419:45 | Andrei Ostrikov                              | 18:11(6:3) | Ben White · Damian Welch                    | AJ Bell Stadium, Manchester Widzów: 5266 Sędzia: Wayne Barnes |

| 20 grudnia 201415:00 | Harlequins        | 15:7(3:7) | Newcastle Falcons                              | Twickenham Stoop, Londyn Widzów: 13660 Sędzia: Matt Carley |
| 20 grudnia 201415:00 | Tim Swiel 15 (5K) | 15:7(3:7) | Alesana Tuilagi 5 (P) Juan Pablo Socino 2 (pd) | Twickenham Stoop, Londyn Widzów: 13660 Sędzia: Matt Carley |

| 20 grudnia 201415:00 | Saracens | 78:7(38:7) | London Welsh                           | Allianz Park, Londyn Widzów: 8037 Sędzia: Ian Tempest |
| 20 grudnia 201415:00 | Ben Ransom 5 (P) Brett Sharman 5 (P) Chris Ashton 5 (P) George Kruis 5 (P) Jackson Wray 5 (P) Mako Vunipola 10 (2P) Owen Farrell 23 (10pd K) Richard Barrington 5 (P) Richard Wigglesworth 15 (3P) | 78:7(38:7) | Elliot Kear 5 (P) Will Robinson 2 (pd) | Allianz Park, Londyn Widzów: 8037 Sędzia: Ian Tempest |
| 20 grudnia 201415:00 | Lachlan McCaffrey · Pete Browne | 78:7(38:7) |                                        | Allianz Park, Londyn Widzów: 8037 Sędzia: Ian Tempest |

| 20 grudnia 201415:15 | Northampton Saints                                                            | 23:19(6:7) | Leicester Tigers                                                  | Franklin’s Gardens, Northampton Widzów: 13362 Sędzia: JP Doyle |
| 20 grudnia 201415:15 | Alex Waller 5 (P) Ben Foden 5 (P) Jamie Elliott 5 (P) Stephen Myler 8 (pd 2K) | 23:19(6:7) | Freddie Burns 2 (pd) Owen Williams 2 (pd) Vereniki Goneva 10 (2P) | Franklin’s Gardens, Northampton Widzów: 13362 Sędzia: JP Doyle |
| 20 grudnia 201415:15 | Dylan Hartley                                                                 | 23:19(6:7) | Tom Croft                                                         | Franklin’s Gardens, Northampton Widzów: 13362 Sędzia: JP Doyle |

| 20 grudnia 201417:30 | Gloucester                                              | 16:39(9:15) | Bath                                        | Kingsholm Stadium, Gloucester Widzów: 16000 Sędzia: Greg Garner |
| 20 grudnia 201417:30 | Dan Robson 5 (P) Greig Laidlaw 9 (3K) James Hook 2 (pd) | 16:39(9:15) | George Ford 24 (3pd 6K) Matt Garvey 10 (2P) | Kingsholm Stadium, Gloucester Widzów: 16000 Sędzia: Greg Garner |
| 20 grudnia 201417:30 | Sila Puafisi                                            | 16:39(9:15) |                                             | Kingsholm Stadium, Gloucester Widzów: 16000 Sędzia: Greg Garner |

| 21 grudnia 201414:00 | London Wasps                                                                   | 48:16(18:16) | London Irish                           | Ricoh Arena, Coventry Widzów: 28254 Sędzia: Tom Foley |
| 21 grudnia 201414:00 | Andrea Masi 5 (P) Andy Goode 33 (P 2pd 8K) Elliot Daly 5 (P) Joe Simpson 5 (P) | 48:16(18:16) | Geoff Cross 5 (P) Tom Homer 11 (pd 3K) | Ricoh Arena, Coventry Widzów: 28254 Sędzia: Tom Foley |
| 21 grudnia 201414:00 | David Paice                                                                    | 48:16(18:16) |                                        | Ricoh Arena, Coventry Widzów: 28254 Sędzia: Tom Foley |

| 26 grudnia 201415:00 | London Irish                                                               | 24:9(10:6) | London Welsh         | Madejski Stadium, Reading Widzów: 7097 Sędzia: Greg Garner |
| 26 grudnia 201415:00 | Alex Lewington 5 (P) Geoff Cross 5 (P) Tom Court 5 (P) Tom Homer 9 (3pd K) | 24:9(10:6) | Will Robinson 9 (3K) | Madejski Stadium, Reading Widzów: 7097 Sędzia: Greg Garner |
| 26 grudnia 201415:00 | Dan Leo                                                                    | 24:9(10:6) | Tom May              | Madejski Stadium, Reading Widzów: 7097 Sędzia: Greg Garner |

| 27 grudnia 201414:00 | Bath | 31:14(14:7) | Exeter                                                    | The Recreation Ground, Bath Widzów: 13349 Sędzia: JP Doyle |
| 27 grudnia 201414:00 | Anthony Watson 5 (P) Dave Attwood 5 (P) George Ford 11 (4pd K) Horacio Agulla 5 (P) Kyle Eastmond 5 (P) | 31:14(14:7) | Gareth Steenson 4 (2pd) Jack Nowell 5 (P) Matt Jess 5 (P) | The Recreation Ground, Bath Widzów: 13349 Sędzia: JP Doyle |
| 27 grudnia 201414:00 | Mitch Lees                                                                                              | 31:14(14:7) |                                                           | The Recreation Ground, Bath Widzów: 13349 Sędzia: JP Doyle |

| 27 grudnia 201414:00 | Sale Sharks                                                                                             | 30:32(25:15) | Leicester Tigers | AJ Bell Stadium, Manchester Widzów: 11247 Sędzia: Tim Wigglesworth |
| 27 grudnia 201414:00 | Chris Cusiter 5 (P) Danny Cipriani 10 (2pd 2K) Nathan Hines 5 (P) Sam Tuitupou 5 (P) Will Addison 5 (P) | 30:32(25:15) | Freddie Burns 7 (2pd K) Julian Salvi 5 (P) Mathew Tait 5 (P) Miles Benjamin 5 (P) Owen Williams 5 (pd K) Seremaia Bai 5 (P) | AJ Bell Stadium, Manchester Widzów: 11247 Sędzia: Tim Wigglesworth |
| 27 grudnia 201414:00 | Will Addison                                                                                            | 30:32(25:15) | Jamie Gibson | AJ Bell Stadium, Manchester Widzów: 11247 Sędzia: Tim Wigglesworth |

| 27 grudnia 201415:00 | Newcastle Falcons                                                    | 23:25(6:10) | Saracens                                                                           | Kingston Park, Newcastle upon Tyne Widzów: 9192 Sędzia: Luke Pearce |
| 27 grudnia 201415:00 | Chris Harris 10 (2P) Juan Pablo Socino 8 (pd 2K) Sinoti Sinoti 5 (P) | 23:25(6:10) | Chris Ashton 5 (P) Neil de Kock 5 (P) Nick Tompkins 5 (P) Owen Farrell 10 (2pd 2K) | Kingston Park, Newcastle upon Tyne Widzów: 9192 Sędzia: Luke Pearce |

| 27 grudnia 201416:30 | Harlequins                                                                   | 25:30(8:13) | Northampton Saints                                                                 | Twickenham Stadium Londyn Widzów: 82000 Sędzia: Wayne Barnes |
| 27 grudnia 201416:30 | George Lowe 5 (P) Jack Clifford 5 (P) Sam Twomey 5 (P) Tim Swiel 10 (2pd 2K) | 25:30(8:13) | George North 5 (P) Kahn Fotualiʻi 5 (P) Samu Manoa 5 (P) Stephen Myler 15 (3pd 3K) | Twickenham Stadium Londyn Widzów: 82000 Sędzia: Wayne Barnes |
| 27 grudnia 201416:30 | Salesi Maʻafu                                                                | 25:30(8:13) |                                                                                    | Twickenham Stadium Londyn Widzów: 82000 Sędzia: Wayne Barnes |

| 28 grudnia 201414:30 | Gloucester                                                  | 23:30(14:24) | London Wasps                                                                                         | Kingsholm Stadium, Gloucester Widzów: 16000 Sędzia: Dean Richards |
| 28 grudnia 201414:30 | Greig Laidlaw 13 (2pd 3K) Jonny May 5 (P) Matt Kvesic 5 (P) | 23:30(14:24) | Andy Goode 12 (3pd 2K) Christian Wade 5 (P) Elliot Daly 3 (K) Nathan Hughes 5 (P) Tom Varndell 5 (P) | Kingsholm Stadium, Gloucester Widzów: 16000 Sędzia: Dean Richards |

| 2 stycznia 201519:45 | Northampton Saints                                                                                       | 39:31(17:10) | Newcastle Falcons                                                                                      | Franklin’s Gardens, Northampton Widzów: 13362 Sędzia: Ian Tempest |
| 2 stycznia 201519:45 | Calum Clark 5 (P) George Pisi 5 (P) James Wilson 2 (pd) Luther Burrell 5 (P) Stephen Myler 17 (P 3pd 2K) | 39:31(17:10) | Alex Tait 5 (P) Chris Harris 5 (P) George McGuigan 5 (P) Richard Mayhew 5 (P) Tom Catterick 11 (4pd K) | Franklin’s Gardens, Northampton Widzów: 13362 Sędzia: Ian Tempest |
| 2 stycznia 201519:45 | Josh Furno                                                                                               | 39:31(17:10) | | Franklin’s Gardens, Northampton Widzów: 13362 Sędzia: Ian Tempest |

| 3 stycznia 201514:00 | Saracens                                    | 22:6(11:0) | London Irish     | Allianz Park, Londyn Widzów: 9306 Sędzia: Tim Wigglesworth |
| 3 stycznia 201514:00 | David Strettle 10 (2P) Owen Farrell 12 (4K) | 22:6(11:0) | Tom Homer 6 (2K) | Allianz Park, Londyn Widzów: 9306 Sędzia: Tim Wigglesworth |

| 3 stycznia 201516:30 | Exeter                                                                             | 25:26(0:6) | Gloucester                                                                           | Sandy Park, Exeter Widzów: 12621 Sędzia: Andrew Small |
| 3 stycznia 201516:30 | Gareth Steenson 10 (2pd 2K) Jack Nowell 5 (P) Matt Jess 5 (P) Thomas Waldrom 5 (P) | 25:26(0:6) | Ben Morgan 5 (P) Billy Twelvetrees 3 (dg) Greig Laidlaw 13 (2pd 3K) Tom Savage 5 (P) | Sandy Park, Exeter Widzów: 12621 Sędzia: Andrew Small |

| 4 stycznia 201514:00 | Leicester Tigers                       | 17:8(11:3) | Bath                               | Welford Road, Leicester Widzów: 24000 Sędzia: Matt Carley |
| 4 stycznia 201514:00 | Owen Williams 12 (4K) Tom Youngs 5 (P) | 17:8(11:3) | George Ford 3 (K) Ross Batty 5 (P) | Welford Road, Leicester Widzów: 24000 Sędzia: Matt Carley |

| 4 stycznia 201514:00 | London Wasps                                                                                              | 41:16(27:9) | Sale Sharks                                               | Ricoh Arena, Coventry Widzów: 15343 Sędzia: Greg Garner |
| 4 stycznia 201514:00 | Andy Goode 16 (5pd dg K) Ashley Johnson 5 (P) James Haskell 5 (P) Joe Simpson 10 (2P) Nathan Hughes 5 (P) | 41:16(27:9) | Danny Cipriani 2 (pd) David Seymour 5 (P) Joe Ford 9 (3K) | Ricoh Arena, Coventry Widzów: 15343 Sędzia: Greg Garner |
| 4 stycznia 201514:00 | James Gaskell                                                                                             | 41:16(27:9) |                                                           | Ricoh Arena, Coventry Widzów: 15343 Sędzia: Greg Garner |

| 4 stycznia 201514:30 | London Welsh                              | 13:24(10:12) | Harlequins                                                                                      | Kassam Stadium, Oksford Widzów: 3034 Sędzia: JP Doyle |
| 4 stycznia 201514:30 | Paul Rowley 5 (P) Will Robinson 8 (pd 2K) | 13:24(10:12) | Karl Dickson 5 (P) Kyle Sinckler 5 (P) Marland Yarde 5 (P) Tim Swiel 4 (2pd) Tom Williams 5 (P) | Kassam Stadium, Oksford Widzów: 3034 Sędzia: JP Doyle |

| 9 stycznia 201519:45 | Gloucester                                                 | 24:23(11:13) | Saracens                                                      | Kingsholm Stadium, Gloucester Widzów: 12894 Sędzia: JP Doyle |
| 9 stycznia 201519:45 | Callum Braley 5 (P) Dan Robson 5 (P) James Hook 14 (pd 4K) | 24:23(11:13) | Alex Goode 8 (pd 2K) Billy Vunipola 5 (P) Mako Vunipola 5 (P) | Kingsholm Stadium, Gloucester Widzów: 12894 Sędzia: JP Doyle |
| 9 stycznia 201519:45 | Jonny May · Tom Savage                                     | 24:23(11:13) | David Strettle · George Kruis                                 | Kingsholm Stadium, Gloucester Widzów: 12894 Sędzia: JP Doyle |

| 10 stycznia 201514:00 | Sale Sharks                                                           | 20:7(13:0) | Northampton Saints                          | AJ Bell Stadium, Manchester Widzów: 8311 Sędzia: Matt Carley |
| 10 stycznia 201514:00 | Dan Braid 5 (P) Danny Cipriani 10 (2pd 2K) Eifion Lewis-Roberts 5 (P) | 20:7(13:0) | Stephen Myler 2 (pd) Teimana Harrison 5 (P) | AJ Bell Stadium, Manchester Widzów: 8311 Sędzia: Matt Carley |
| 10 stycznia 201514:00 | Calum Clark · Sam Dickinson                                           | 20:7(13:0) |                                             | AJ Bell Stadium, Manchester Widzów: 8311 Sędzia: Matt Carley |

| 10 stycznia 201515:00 | Bath | 39:26(20:5) | London Wasps                                                                                       | The Recreation Ground, Bath Widzów: 13352 Sędzia: Andrew Small |
| 10 stycznia 201515:00 | Francois Louw 5 (P) George Ford 14 (4pd 2K) Matt Banahan 5 (P) Ollie Devoto 5 (P) Sam Burgess 5 (P) Semesa Rokoduguni 5 (P) | 39:26(20:5) | Alapati Leiua 5 (P) Alex Lozowski 9 (P 2pd) Andy Goode 2 (pd) Ben Jacobs 5 (P) Nathan Hughes 5 (P) | The Recreation Ground, Bath Widzów: 13352 Sędzia: Andrew Small |

| 10 stycznia 201515:15 | Harlequins                                                                                         | 32:12(15:9) | Leicester Tigers      | Twickenham Stoop, Londyn Widzów: 14800 Sędzia: Luke Pearce |
| 10 stycznia 201515:15 | Ben Botica 10 (2pd 2K) Danny Care 5 (P) Jack Clifford 5 (P) Marland Yarde 5 (P) Tim Swiel 7 (P pd) | 32:12(15:9) | Owen Williams 12 (4K) | Twickenham Stoop, Londyn Widzów: 14800 Sędzia: Luke Pearce |

| 11 stycznia 201514:00 | Newcastle Falcons | 38:7(24:7) | London Welsh                          | Kingston Park, Newcastle upon Tyne Widzów: 5048 Sędzia: Wayne Barnes |
| 11 stycznia 201514:00 | Allister Hogg 5 (P) Mike Blair 5 (P) Rob Vickers 5 (P) Sinoti Sinoti 5 (P) Tom Catterick 13 (P 4pd) Will Welch 5 (P) | 38:7(24:7) | Nick Scott 5 (P) Will Robinson 2 (pd) | Kingston Park, Newcastle upon Tyne Widzów: 5048 Sędzia: Wayne Barnes |

| 11 stycznia 201515:00 | London Irish                                                                                      | 28:26(5:13) | Exeter                                                       | Madejski Stadium, Reading Widzów: 5909 Sędzia: Dean Richards |
| 11 stycznia 201515:00 | Alex Lewington 5 (P) Blair Cowan 10 (2P) Shane Geraghty 5 (pd dg) Tom Guest 5 (P) Tom Homer 3 (K) | 28:26(5:13) | Dave Ewers 5 (P) Dean Mumm 5 (P) Gareth Steenson 16 (2pd 4K) | Madejski Stadium, Reading Widzów: 5909 Sędzia: Dean Richards |

| 13 lutego 201519:45 | Leicester Tigers      | 18:15(9:9) | Gloucester         | Welford Road, Leicester Widzów: 20298 Sędzia: JP Doyle |
| 13 lutego 201519:45 | Freddie Burns 18 (6K) | 18:15(9:9) | James Hook 15 (5K) | Welford Road, Leicester Widzów: 20298 Sędzia: JP Doyle |
| 13 lutego 201519:45 | Charlie Sharples      | 18:15(9:9) |                    | Welford Road, Leicester Widzów: 20298 Sędzia: JP Doyle |

| 13 lutego 201519:45 | Northampton Saints                                        | 15:9(7:3) | London Irish          | Franklin’s Gardens, Northampton Widzów: 13362 Sędzia: Andrew Small |
| 13 lutego 201519:45 | Ken Pisi 5 (P) Sam Dickinson 5 (P) Stephen Myler 5 (pd K) | 15:9(7:3) | Shane Geraghty 9 (3K) | Franklin’s Gardens, Northampton Widzów: 13362 Sędzia: Andrew Small |
| 13 lutego 201519:45 | Salesi Maʻafu                                             | 15:9(7:3) | Tom Court · Tom Guest | Franklin’s Gardens, Northampton Widzów: 13362 Sędzia: Andrew Small |

| 14 lutego 201516:30 | Exeter | 46:17(32:3) | Newcastle Falcons                                          | Sandy Park, Exeter Widzów: 7218 Sędzia: Tom Foley |
| 14 lutego 201516:30 | Gareth Steenson 2 (pd) Haydn Thomas 5 (P) Henry Slade 19 (P 4pd 2K) Jack Nowell 5 (P) Phil Dollman 5 (P) Thomas Waldrom 5 (P) | 46:17(32:3) | Ruki Tipuna 5 (P) Tom Catterick 7 (2pd K) Will Welch 5 (P) | Sandy Park, Exeter Widzów: 7218 Sędzia: Tom Foley |

| 15 lutego 201513:00 | London Welsh                                        | 12:52(7:35) | Sale Sharks | Kassam Stadium, Oksford Widzów: 2811 Sędzia: Tim Wigglesworth |
| 15 lutego 201513:00 | Opeti Fonua 5 (P) Rob Lewis 5 (P) Seb Jewell 2 (pd) | 12:52(7:35) | Joe Ford 2 (pd) Mark Cueto 5 (P) Mike Haley 5 (P) Nick MacLeod 10 (5pd) Tom Arscott 10 (2P) Tommy Taylor 10 (2P) Will Addison 10 (2P) | Kassam Stadium, Oksford Widzów: 2811 Sędzia: Tim Wigglesworth |

| 15 lutego 201513:00 | Saracens                                                                                             | 34:24(11:3) | Bath                                                              | Allianz Park, Londyn Widzów: 9225 Sędzia: Luke Pearce |
| 15 lutego 201513:00 | Alex Goode 16 (2pd 4K) Charlie Hodgson 3 (K) Chris Ashton 5 (P) Chris Wyles 5 (P) Jamie George 5 (P) | 34:24(11:3) | Olly Woodburn 5 (P) Semesa Rokoduguni 10 (2P) Tom Homer 9 (3pd K) | Allianz Park, Londyn Widzów: 9225 Sędzia: Luke Pearce |

| 15 lutego 201514:00 | London Wasps                                                                     | 37:6(23:6) | Harlequins        | Ricoh Arena, Coventry Widzów: 16116 Sędzia: Greg Garner |
| 15 lutego 201514:00 | Alex Lozowski 2 (pd) Andy Goode 15 (3pd 3K) Elliot Daly 5 (P) Tom Varndell 5 (P) | 37:6(23:6) | Nick Evans 6 (2K) | Ricoh Arena, Coventry Widzów: 16116 Sędzia: Greg Garner |
| 15 lutego 201514:00 | George Robson · Jack Clifford                                                    | 37:6(23:6) |                   | Ricoh Arena, Coventry Widzów: 16116 Sędzia: Greg Garner |

| 20 lutego 201519:45 | Newcastle Falcons                                                                | 23:23(11:13) | London Wasps                                                               | Kingston Park, Newcastle upon Tyne Widzów: 7547 Sędzia: JP Doyle |
| 20 lutego 201519:45 | Alex Tait 5 (P) Josh Furno 5 (P) Juan Pablo Socino 5 (P) Tom Catterick 8 (pd 2K) | 23:23(11:13) | Andy Goode 8 (pd 2K) Elliot Daly 5 (P) Guy Thompson 5 (P) Rob Miller 5 (P) | Kingston Park, Newcastle upon Tyne Widzów: 7547 Sędzia: JP Doyle |

| 21 lutego 201514:00 | Sale Sharks                                                    | 14:10(14:3) | Saracens                                     | AJ Bell Stadium, Manchester Widzów: 6217 Sędzia: Dean Richards |
| 21 lutego 201514:00 | Danny Cipriani 4 (2pd) Jonathan Mills 5 (P) Sam Tuitupou 5 (P) | 14:10(14:3) | Alex Goode 5 (pd K) Richard Barrington 5 (P) | AJ Bell Stadium, Manchester Widzów: 6217 Sędzia: Dean Richards |
| 21 lutego 201514:00 | Mark Cueto                                                     | 14:10(14:3) | Jacques Burger · Richard Wigglesworth        | AJ Bell Stadium, Manchester Widzów: 6217 Sędzia: Dean Richards |

| 21 lutego 201515:00 | Gloucester | 48:10(27:3) | London Welsh                             | Kingsholm Stadium, Gloucester Widzów: 12940 Sędzia: Ian Tempest |
| 21 lutego 201515:00 | Charlie Sharples 5 (P) Henry Purdy 10 (2P) James Hook 18 (6pd 2K) Matt Kvesic 5 (P) Ross Moriarty 5 (P) Sila Puafisi 5 (P) | 48:10(27:3) | Carl Kirwan 5 (P) Will Robinson 5 (pd K) | Kingsholm Stadium, Gloucester Widzów: 12940 Sędzia: Ian Tempest |
| 21 lutego 201515:00 | Alan Awcock | 48:10(27:3) |                                          | Kingsholm Stadium, Gloucester Widzów: 12940 Sędzia: Ian Tempest |

| 21 lutego 201515:00 | Harlequins                                               | 21:32(11:16) | Exeter                                    | Twickenham Stoop, Londyn Widzów: 14800 Sędzia: Matt Carley |
| 21 lutego 201515:00 | Matt Hopper 5 (P) Nick Evans 16 (P pd 3K)                | 21:32(11:16) | Ben White 5 (P) Henry Slade 27 (P 2pd 6K) | Twickenham Stoop, Londyn Widzów: 14800 Sędzia: Matt Carley |
| 21 lutego 201515:00 | Alex Brown · Ian Whitten · Phil Dollman · Thomas Waldrom | 21:32(11:16) |                                           | Twickenham Stoop, Londyn Widzów: 14800 Sędzia: Matt Carley |

| 21 lutego 201515:15 | Bath                                    | 13:21(10:12) | Northampton Saints                                             | The Recreation Ground, Bath Widzów: 13349 Sędzia: Greg Garner |
| 21 lutego 201515:15 | Olly Woodburn 5 (P) Tom Homer 8 (pd 2K) | 13:21(10:12) | James Wilson 5 (P) Mike Haywood 5 (P) Stephen Myler 11 (pd 3K) | The Recreation Ground, Bath Widzów: 13349 Sędzia: Greg Garner |
| 21 lutego 201515:15 | George Pisi                             | 13:21(10:12) |                                                                | The Recreation Ground, Bath Widzów: 13349 Sędzia: Greg Garner |

| 22 lutego 201514:00 | London Irish          | 6:12(3:9) | Leicester Tigers                         | Madejski Stadium, Reading Widzów: 8404 Sędzia: Wayne Barnes |
| 22 lutego 201514:00 | Shane Geraghty 6 (2K) | 6:12(3:9) | David Mele 3 (K) Freddie Burns 9 (dg 2K) | Madejski Stadium, Reading Widzów: 8404 Sędzia: Wayne Barnes |
| 22 lutego 201514:00 | Geoff Cross           | 6:12(3:9) |                                          | Madejski Stadium, Reading Widzów: 8404 Sędzia: Wayne Barnes |

| 27 lutego 201519:45 | Northampton Saints                                                      | 17:13(7:6) | Harlequins                                              | Franklin’s Gardens, Northampton Widzów: 13362 Sędzia: Tim Wigglesworth |
| 27 lutego 201519:45 | James Wilson 5 (P) Samu Manoa 5 (P) Stephen Myler 2 (pd) Tom Wood 5 (P) | 17:13(7:6) | Ben Botica 2 (pd) Marland Yarde 5 (P) Nick Evans 6 (2K) | Franklin’s Gardens, Northampton Widzów: 13362 Sędzia: Tim Wigglesworth |
| 27 lutego 201519:45 | Kyle Sinckler                                                           | 17:13(7:6) |                                                         | Franklin’s Gardens, Northampton Widzów: 13362 Sędzia: Tim Wigglesworth |

| 28 lutego 201514:30 | London Welsh                                                | 12:50(7:38) | London Irish | Kassam Stadium, Oksford Widzów: 3593 Sędzia: Matt Carley |
| 28 lutego 201514:30 | James Tincknell 5 (P) Taione Vea 5 (P) Will Robinson 2 (pd) | 12:50(7:38) | Alex Lewington 15 (3P) Andrew Fenby 5 (P) Chris Noakes 2 (pd) Matt Parr 5 (P) Shane Geraghty 18 (2P 4pd) Tom Fowlie 5 (P) | Kassam Stadium, Oksford Widzów: 3593 Sędzia: Matt Carley |
| 28 lutego 201514:30 | Andrew Fenby                                                | 12:50(7:38) | | Kassam Stadium, Oksford Widzów: 3593 Sędzia: Matt Carley |

| 28 lutego 201515:00 | Leicester Tigers                                                   | 28:8(20:3) | Sale Sharks                          | Welford Road, Leicester Widzów: 21896 Sędzia: Greg Garner |
| 28 lutego 201515:00 | Freddie Burns 13 (2pd 3K) Laurence Pearce 5 (P) Seremaia Bai 5 (P) | 28:8(20:3) | Nick MacLeod 3 (K) Tom Arscott 5 (P) | Welford Road, Leicester Widzów: 21896 Sędzia: Greg Garner |
| 28 lutego 201515:00 | Seremaia Bai                                                       | 28:8(20:3) | Magnus Lund · Tom Arscott            | Welford Road, Leicester Widzów: 21896 Sędzia: Greg Garner |

| 28 lutego 201515:00 | Saracens                                                          | 22:17(13:10) | Newcastle Falcons                                                            | Allianz Park, Londyn Widzów: 7473 Sędzia: Andrew Small |
| 28 lutego 201515:00 | Ben Spencer 9 (3K) Charlie Hodgson 8 (pd 2K) David Strettle 5 (P) | 22:17(13:10) | Alesana Tuilagi 5 (P) Andy Saull 5 (P) Tom Catterick 2 (pd) Will Welch 5 (P) | Allianz Park, Londyn Widzów: 7473 Sędzia: Andrew Small |

| 28 lutego 201515:15 | Exeter                                    | 16:6(3:6) | Bath             | Sandy Park, Exeter Widzów: 12621 Sędzia: Dean Richards |
| 28 lutego 201515:15 | Henry Slade 11 (pd 3K) Will Chudley 5 (P) | 16:6(3:6) | Tom Homer 6 (2K) | Sandy Park, Exeter Widzów: 12621 Sędzia: Dean Richards |
| 28 lutego 201515:15 | Micky Young                               | 16:6(3:6) |                  | Sandy Park, Exeter Widzów: 12621 Sędzia: Dean Richards |

| 1 marca 201513:00 | London Wasps                                                                                    | 32:21(17:13) | Gloucester                                                  | Ricoh Arena, Coventry Widzów: 14056 Sędzia: Wayne Barnes |
| 1 marca 201513:00 | Andy Goode 7 (2pd K) Elliot Daly 5 (P) Guy Thompson 5 (P) Rob Miller 5 (P) Thomas Young 10 (2P) | 32:21(17:13) | Henry Purdy 5 (P) James Hook 11 (pd 3K) Ross Moriarty 5 (P) | Ricoh Arena, Coventry Widzów: 14056 Sędzia: Wayne Barnes |
| 1 marca 201513:00 | James Downey                                                                                    | 32:21(17:13) |                                                             | Ricoh Arena, Coventry Widzów: 14056 Sędzia: Wayne Barnes |

| 6 marca 201519:45 | Bath              | 12:3(6:3) | Sale Sharks          | The Recreation Ground, Bath Widzów: 13430 Sędzia: Wayne Barnes |
| 6 marca 201519:45 | Tom Homer 12 (4K) | 12:3(6:3) | Danny Cipriani 3 (K) | The Recreation Ground, Bath Widzów: 13430 Sędzia: Wayne Barnes |

| 7 marca 201515:00 | Exeter | 74:19(34:12) | London Welsh                                                                        | Sandy Park, Exeter Widzów: 8721 Sędzia: Craig Maxwell-Keys |
| 7 marca 201515:00 | Gareth Steenson 8 (4pd) Henry Slade 21 (P 5pd 2K) Ian Whitten 5 (P) Jack Yeandle 5 (P) Matt Jess 5 (P) Thomas Waldrom 10 (2P) Tom James 5 (P) Will Chudley 5 (P) | 74:19(34:12) | Alex Davies 2 (pd) Nathan Trevett 5 (P) Seb Stegmann 10 (2P) Tristan Roberts 2 (pd) | Sandy Park, Exeter Widzów: 8721 Sędzia: Craig Maxwell-Keys |

| 7 marca 201515:00 | Harlequins                                                | 26:20(19:13) | London Irish                                                  | Twickenham Stoop, Londyn Widzów: 14800 Sędzia: JP Doyle |
| 7 marca 201515:00 | Danny Care 5 (P) Matt Hopper 5 (P) Nick Evans 16 (2pd 4K) | 26:20(19:13) | James Short 5 (P) Shane Geraghty 10 (2pd 2K) Tom Fowlie 5 (P) | Twickenham Stoop, Londyn Widzów: 14800 Sędzia: JP Doyle |

| 7 marca 201515:15 | Gloucester                                                                              | 33:33(23:9) | Northampton Saints                                              | Kingsholm Stadium, Gloucester Widzów: 14857 Sędzia: Greg Garner |
| 7 marca 201515:15 | Charlie Sharples 5 (P) Dan Murphy 5 (P) Greig Laidlaw 18 (3pd 4K) Richard Hibbard 5 (P) | 33:33(23:9) | James Wilson 10 (2P) Samu Manoa 5 (P) Stephen Myler 18 (3pd 4K) | Kingsholm Stadium, Gloucester Widzów: 14857 Sędzia: Greg Garner |
| 7 marca 201515:15 | James Wilson                                                                            | 33:33(23:9) |                                                                 | Kingsholm Stadium, Gloucester Widzów: 14857 Sędzia: Greg Garner |

| 8 marca 201514:00 | London Wasps                                                | 17:26(17:20) | Saracens                                                    | Ricoh Arena, Coventry Widzów: 16874 Sędzia: Matt Carley |
| 8 marca 201514:00 | Andy Goode 7 (2pd K) Christian Wade 5 (P) Elliot Daly 5 (P) | 17:26(17:20) | Alex Goode 16 (2pd 4K) Chris Wyles 5 (P) Jackson Wray 5 (P) | Ricoh Arena, Coventry Widzów: 16874 Sędzia: Matt Carley |
| 8 marca 201514:00 | Guy Thompson                                                | 17:26(17:20) | Chris Ashton                                                | Ricoh Arena, Coventry Widzów: 16874 Sędzia: Matt Carley |

| 8 marca 201515:00 | Newcastle Falcons                                           | 12:16(12:6) | Leicester Tigers                          | Kingston Park, Newcastle upon Tyne Widzów: 9019 Sędzia: Luke Pearce |
| 8 marca 201515:00 | Scott Lawson 5 (P) Sinoti Sinoti 5 (P) Tom Catterick 2 (pd) | 12:16(12:6) | Freddie Burns 11 (pd 3K) Tommy Bell 5 (P) | Kingston Park, Newcastle upon Tyne Widzów: 9019 Sędzia: Luke Pearce |

| 27 marca 201519:45 | Northampton Saints                                                                                      | 52:30(27:20) | London Wasps                                     | Franklin’s Gardens, Northampton Widzów: 13362 Sędzia: Craig Maxwell-Keys |
| 27 marca 201519:45 | Ahsee Tuala 10 (2P) Alex Corbisiero 5 (P) George North 10 (2P) Ken Pisi 5 (P) Stephen Myler 17 (4pd 3K) | 52:30(27:20) | Alex Lozowski 15 (3pd 3K) Christian Wade 15 (3P) | Franklin’s Gardens, Northampton Widzów: 13362 Sędzia: Craig Maxwell-Keys |
| 27 marca 201519:45 | Nathan Hughes                                                                                           | 52:30(27:20) |                                                  | Franklin’s Gardens, Northampton Widzów: 13362 Sędzia: Craig Maxwell-Keys |

| 28 marca 201515:00 | Leicester Tigers                             | 25:18(12:3) | Exeter                                                        | Welford Road, Leicester Widzów: 24000 Sędzia: JP Doyle |
| 28 marca 201515:00 | Freddie Burns 20 (pd 6K) Geoff Parling 5 (P) | 25:18(12:3) | Henry Slade 8 (pd 2K) Thomas Waldrom 5 (P) Will Chudley 5 (P) | Welford Road, Leicester Widzów: 24000 Sędzia: JP Doyle |

| 28 marca 201515:00 | London Irish                                                                                        | 22:21(19:6) | Newcastle Falcons                                             | Madejski Stadium, Reading Widzów: 15731 Sędzia: Greg Garner |
| 28 marca 201515:00 | Andrew Fenby 5 (P) Chris Noakes 3 (K) Halani Aulika 5 (P) Scott Steele 5 (P) Shane Geraghty 4 (2pd) | 22:21(19:6) | Adam Powell 5 (P) Chris Harris 5 (P) Tom Catterick 11 (pd 3K) | Madejski Stadium, Reading Widzów: 15731 Sędzia: Greg Garner |
| 28 marca 201515:00 | David Paice · Jebb Sinclair · Shane Geraghty                                                        | 22:21(19:6) | Josh Furno                                                    | Madejski Stadium, Reading Widzów: 15731 Sędzia: Greg Garner |

| 28 marca 201515:15 | Saracens | 42:14(21:8) | Harlequins                            | Stadion Wembley, Londyn Widzów: 84068 Sędzia: Wayne Barnes |
| 28 marca 201515:15 | Alex Goode 12 (3pd 2K) Billy Vunipola 5 (P) Charlie Hodgson 5 (pd K) Chris Ashton 10 (2P) Chris Wyles 10 (2P) | 42:14(21:8) | Jack Clifford 5 (P) Nick Evans 9 (3K) | Stadion Wembley, Londyn Widzów: 84068 Sędzia: Wayne Barnes |
| 28 marca 201515:15 | Chris Ashton                                                                                                  | 42:14(21:8) | Ugo Monye                             | Stadion Wembley, Londyn Widzów: 84068 Sędzia: Wayne Barnes |

| 29 marca 201514:00 | Sale Sharks                                                       | 23:6(10:6) | Gloucester        | AJ Bell Stadium, Manchester Widzów: 6879 Sędzia: Matt Carley |
| 29 marca 201514:00 | Danny Cipriani 13 (2pd 3K) Johnny Leota 5 (P) Josh Beaumont 5 (P) | 23:6(10:6) | James Hook 6 (2K) | AJ Bell Stadium, Manchester Widzów: 6879 Sędzia: Matt Carley |
| 29 marca 201514:00 | Danny Cipriani · Nathan Hines                                     | 23:6(10:6) |                   | AJ Bell Stadium, Manchester Widzów: 6879 Sędzia: Matt Carley |

| 29 marca 201514:30 | London Welsh                                                                     | 14:29(7:10) | Bath                                                                                                | Kassam Stadium, Oksford Widzów: 3354 Sędzia: Tom Foley |
| 29 marca 201514:30 | Nic Reynolds 5 (P) Opeti Fonua 5 (P) Tristan Roberts 2 (pd) Will Robinson 2 (pd) | 14:29(7:10) | Alafoti Faʻosiliva 5 (P) Leroy Houston 10 (2P) Rob Webber 5 (P) Sam Burgess 5 (P) Tom Homer 4 (2pd) | Kassam Stadium, Oksford Widzów: 3354 Sędzia: Tom Foley |
| 29 marca 201514:30 | Dean Schofield · Nathan Trevett                                                  | 14:29(7:10) | | Kassam Stadium, Oksford Widzów: 3354 Sędzia: Tom Foley |

| 10 kwietnia 201519:45 | Newcastle Falcons                                             | 19:29(13:19) | Bath | Kingston Park, Newcastle upon Tyne Widzów: 7492 Sędzia: JP Doyle |
| 10 kwietnia 201519:45 | Rory Clegg 11 (pd 3K) Sinoti Sinoti 5 (P) Tom Catterick 3 (K) | 19:29(13:19) | Anthony Watson 5 (P) George Ford 9 (3pd K) Matt Banahan 5 (P) Ollie Devoto 5 (P) Semesa Rokoduguni 5 (P) | Kingston Park, Newcastle upon Tyne Widzów: 7492 Sędzia: JP Doyle |
| 10 kwietnia 201519:45 | Carl Fearns                                                   | 19:29(13:19) | | Kingston Park, Newcastle upon Tyne Widzów: 7492 Sędzia: JP Doyle |

| 11 kwietnia 201515:00 | Harlequins                                                                               | 29:26(11:13) | Gloucester                                                                         | Twickenham Stoop, Londyn Widzów: 14800 Sędzia: Luke Pearce |
| 11 kwietnia 201515:00 | Charlie Walker 5 (P) Marland Yarde 5 (P) Nick Evans 14 (pd 4K) Ollie Lindsay-Hague 5 (P) | 29:26(11:13) | Bill Meakes 5 (P) Charlie Sharples 5 (P) Dan Robson 5 (P) Greig Laidlaw 11 (pd 3K) | Twickenham Stoop, Londyn Widzów: 14800 Sędzia: Luke Pearce |
| 11 kwietnia 201515:00 | Jack Clifford · Joe Marler                                                               | 29:26(11:13) | Charlie Sharples · Ross Moriarty                                                   | Twickenham Stoop, Londyn Widzów: 14800 Sędzia: Luke Pearce |

| 11 kwietnia 201515:15 | Saracens                                                                             | 22:6(7:6) | Leicester Tigers     | Allianz Park, Londyn Widzów: 9982 Sędzia: Matt Carley |
| 11 kwietnia 201515:15 | Billy Vunipola 5 (P) Charlie Hodgson 7 (2pd K) Chris Wyles 5 (P) Marcelo Bosch 5 (P) | 22:6(7:6) | Freddie Burns 6 (2K) | Allianz Park, Londyn Widzów: 9982 Sędzia: Matt Carley |
| 11 kwietnia 201515:15 | Tom Youngs · Vereniki Goneva                                                         | 22:6(7:6) |                      | Allianz Park, Londyn Widzów: 9982 Sędzia: Matt Carley |

| 12 kwietnia 201514:00 | Exeter                                    | 21:10(8:5) | Northampton Saints                        | Sandy Park, Exeter Widzów: 12139 Sędzia: Wayne Barnes |
| 12 kwietnia 201514:00 | Henry Slade 11 (pd 3K) Phil Dollman 5 (P) | 21:10(8:5) | James Wilson 5 (P) Jamie Elliott 5 (P)    | Sandy Park, Exeter Widzów: 12139 Sędzia: Wayne Barnes |
| 12 kwietnia 201514:00 | Dean Mumm                                 | 21:10(8:5) | Alex Waller · Calum Clark · Stephen Myler | Sandy Park, Exeter Widzów: 12139 Sędzia: Wayne Barnes |

| 12 kwietnia 201514:30 | London Welsh                        | 13:40(5:12) | London Wasps | Kassam Stadium, Oksford Widzów: 4015 Sędzia: Greg Garner |
| 12 kwietnia 201514:30 | Chris Elder 5 (P) Opeti Fonua 5 (P) | 13:40(5:12) | Alapati Leiua 5 (P) Alex Lozowski 2 (pd) Andy Goode 8 (4pd) Ashley Johnson 5 (P) Sailosi Tagicakibau 5 (P) Tom Varndell 15 (3P) | Kassam Stadium, Oksford Widzów: 4015 Sędzia: Greg Garner |
| 12 kwietnia 201514:30 | Koree Britton                       | 13:40(5:12) | Carlo Festuccia | Kassam Stadium, Oksford Widzów: 4015 Sędzia: Greg Garner |

| 12 kwietnia 201515:00 | London Irish                                                       | 25:23(13:10) | Sale Sharks                                                   | Madejski Stadium, Reading Widzów: 5575 Sędzia: Greg Macdonald |
| 12 kwietnia 201515:00 | Alex Lewington 10 (2P) Andrew Fenby 5 (P) Chris Noakes 10 (2pd 2K) | 25:23(13:10) | Danny Cipriani 8 (pd 2K) Mike Haley 5 (P) Tom Arscott 10 (2P) | Madejski Stadium, Reading Widzów: 5575 Sędzia: Greg Macdonald |
| 12 kwietnia 201515:00 | Blair Cowan · Tom Court · Topsy Ojo                                | 25:23(13:10) | Chris Cusiter                                                 | Madejski Stadium, Reading Widzów: 5575 Sędzia: Greg Macdonald |

| 24 kwietnia 201519:45 | Bath | 43:18(12:13) | London Irish                                             | The Recreation Ground, Bath Widzów: 13349 Sędzia: Luke Pearce |
| 24 kwietnia 201519:45 | George Ford 18 (3pd 4K) Jonathan Joseph 5 (P) Leroy Houston 5 (P) Matt Banahan 5 (P) Sam Burgess 5 (P) Semesa Rokoduguni 5 (P) | 43:18(12:13) | Blair Cowan 5 (P) Chris Noakes 8 (pd 2K) Tom Court 5 (P) | The Recreation Ground, Bath Widzów: 13349 Sędzia: Luke Pearce |
| 24 kwietnia 201519:45 | Dan Leo · Jebb Sinclair | 43:18(12:13) |                                                          | The Recreation Ground, Bath Widzów: 13349 Sędzia: Luke Pearce |

| 25 kwietnia 201514:00 | Sale Sharks                                                   | 23:25(6:22) | Harlequins                                                                                        | AJ Bell Stadium, Manchester Widzów: 8159 Sędzia: Wayne Barnes |
| 25 kwietnia 201514:00 | Danny Cipriani 8 (pd 2K) Mark Cueto 5 (P) Tom Arscott 10 (2P) | 23:25(6:22) | Charlie Walker 5 (P) Chris Robshaw 5 (P) Danny Care 5 (P) Marland Yarde 5 (P) Nick Evans 5 (pd K) | AJ Bell Stadium, Manchester Widzów: 8159 Sędzia: Wayne Barnes |
| 25 kwietnia 201514:00 | Dave Ward · Ollie Lindsay-Hague                               | 23:25(6:22) |                                                                                                   | AJ Bell Stadium, Manchester Widzów: 8159 Sędzia: Wayne Barnes |

| 25 kwietnia 201515:00 | Gloucester                                                                             | 42:40(13:27) | Newcastle Falcons                                                                                | Kingsholm Stadium, Gloucester Widzów: 12515 Sędzia: Ian Tempest |
| 25 kwietnia 201515:00 | Billy Burns 22 (P 4pd 3K) Billy Twelvetrees 10 (2P) Dan Robson 5 (P) Henry Purdy 5 (P) | 42:40(13:27) | Josh Furno 5 (P) Mark Wilson 5 (P) Rory Clegg 20 (4pd 4K) Scott Lawson 5 (P) Sinoti Sinoti 5 (P) | Kingsholm Stadium, Gloucester Widzów: 12515 Sędzia: Ian Tempest |

| 25 kwietnia 201515:00 | Leicester Tigers | 38:17(7:10) | London Welsh                                                                  | Welford Road, Leicester Widzów: 23016 Sędzia: Tim Wigglesworth |
| 25 kwietnia 201515:00 | Ben Youngs 5 (P) Freddie Burns 4 (2pd) Jamie Gibson 5 (P) Laurence Pearce 10 (2P) Sam Harrison 5 (P) Tom Youngs 5 (P) Tommy Bell 4 (2pd) | 38:17(7:10) | Chris Elder 3 (K) Koree Britton 5 (P) Opeti Fonua 5 (P) Will Robinson 4 (2pd) | Welford Road, Leicester Widzów: 23016 Sędzia: Tim Wigglesworth |
| 25 kwietnia 201515:00 | Chris Halaʻufia | 38:17(7:10) |                                                                               | Welford Road, Leicester Widzów: 23016 Sędzia: Tim Wigglesworth |

| 25 kwietnia 201515:15 | Northampton Saints                        | 25:20(13:17) | Saracens                                        | stadium:mk, Milton Keynes Widzów: 27411 Sędzia: Greg Garner |
| 25 kwietnia 201515:15 | Samu Manoa 5 (P) Stephen Myler 20 (pd 6K) | 25:20(13:17) | Charlie Hodgson 10 (2pd 2K) Chris Wyles 10 (2P) | stadium:mk, Milton Keynes Widzów: 27411 Sędzia: Greg Garner |
| 25 kwietnia 201515:15 | Maro Itoje                                | 25:20(13:17) |                                                 | stadium:mk, Milton Keynes Widzów: 27411 Sędzia: Greg Garner |

| 26 kwietnia 201514:00 | London Wasps                                                                    | 36:29(26:16) | Exeter                                                                                 | Ricoh Arena, Coventry Widzów: 16712 Sędzia: Matt Carley |
| 26 kwietnia 201514:00 | Andy Goode 18 (3pd 4K) Christian Wade 5 (P) Elliot Daly 3 (K) Joe Simpson 5 (P) | 36:29(26:16) | Gareth Steenson 3 (dg) Henry Slade 16 (2pd 4K) Thomas Waldrom 5 (P) Will Chudley 5 (P) | Ricoh Arena, Coventry Widzów: 16712 Sędzia: Matt Carley |
| 26 kwietnia 201514:00 | Thomas Waldrom                                                                  | 36:29(26:16) |                                                                                        | Ricoh Arena, Coventry Widzów: 16712 Sędzia: Matt Carley |

| 8 maja 201519:45 | Harlequins                                                                          | 26:27(21:6) | Bath                                                                                 | Twickenham Stoop, Londyn Widzów: 14800 Sędzia: Dean Richards |
| 8 maja 201519:45 | Ben Botica 15 (3pd 3K) Charlie Walker 10 (2P) Harry Sloan 5 (P) James Horwill 5 (P) | 26:27(21:6) | Amanaki Mafi 5 (P) Jeff Williams 5 (P) Semesa Rokoduguni 5 (P) Tom Homer 13 (2pd 3K) | Twickenham Stoop, Londyn Widzów: 14800 Sędzia: Dean Richards |
| 8 maja 201519:45 | James Horwill · Sam Twomey                                                          | 26:27(21:6) | Chris Cook                                                                           | Twickenham Stoop, Londyn Widzów: 14800 Sędzia: Dean Richards |

| 9 maja 201514:00 | Sale Sharks | 34:28(24:11) | Newcastle Falcons                                                                    | AJ Bell Stadium, Manchester Widzów: 7058 Sędzia: Matt Carley |
| 9 maja 201514:00 | Chris Cusiter 5 (P) Danny Cipriani 9 (3pd K) David Seymour 5 (P) Mark Cueto 5 (P) Sam Tuitupou 5 (P) TJ Ioane 5 (P) | 34:28(24:11) | Adam Powell 5 (P) Juan Pablo Socino 9 (P 2pd) Richard Mayhew 5 (P) Rory Clegg 9 (3K) | AJ Bell Stadium, Manchester Widzów: 7058 Sędzia: Matt Carley |
| 9 maja 201514:00 | Tommy Taylor | 34:28(24:11) |                                                                                      | AJ Bell Stadium, Manchester Widzów: 7058 Sędzia: Matt Carley |

| 9 maja 201515:00 | Gloucester                                                                     | 35:13(13:5) | London Irish                                             | Kingsholm Stadium, Gloucester Widzów: 12973 Sędzia: Craig Maxwell-Keys |
| 9 maja 201515:00 | Daniel Thomas 5 (P) Greig Laidlaw 20 (pd 6K) Henry Purdy 5 (P) Jonny May 5 (P) | 35:13(13:5) | Alex Lewington 5 (P) Andy Short 5 (P) Chris Noakes 3 (K) | Kingsholm Stadium, Gloucester Widzów: 12973 Sędzia: Craig Maxwell-Keys |
| 9 maja 201515:00 | Matt Kvesic                                                                    | 35:13(13:5) | Dan Leo · Eamonn Sheridan                                | Kingsholm Stadium, Gloucester Widzów: 12973 Sędzia: Craig Maxwell-Keys |

| 9 maja 201515:15 | Northampton Saints | 46:0(17:0) | London Welsh | Franklin’s Gardens, Northampton Widzów: 13362 Sędzia: Andrew Small |
| 9 maja 201515:15 | Ahsee Tuala 5 (P) James Wilson 4 (2pd) Jamie Elliott 5 (P) Lee Dickson 10 (2P) Luther Burrell 10 (2P) Stephen Myler 12 (3pd 2K) | 46:0(17:0) |              | Franklin’s Gardens, Northampton Widzów: 13362 Sędzia: Andrew Small |
| 9 maja 201515:15 | Jack Gilding | 46:0(17:0) |              | Franklin’s Gardens, Northampton Widzów: 13362 Sędzia: Andrew Small |

| 9 maja 201515:15 | London Wasps                           | 21:26(12:18) | Leicester Tigers                                                                        | Ricoh Arena, Coventry Widzów: 32019 Sędzia: Wayne Barnes |
| 9 maja 201515:15 | Alex Lozowski 3 (K) Andy Goode 18 (6K) | 21:26(12:18) | Adam Thompstone 5 (P) Freddie Burns 11 (pd 3K) Niall Morris 5 (P) Vereniki Goneva 5 (P) | Ricoh Arena, Coventry Widzów: 32019 Sędzia: Wayne Barnes |
| 9 maja 201515:15 | Seremaia Bai                           | 21:26(12:18) |                                                                                         | Ricoh Arena, Coventry Widzów: 32019 Sędzia: Wayne Barnes |

| 10 maja 201514:00 | Saracens                                                                          | 20:24(17:17) | Exeter                                                                   | Allianz Park, Londyn Widzów: 9815 Sędzia: JP Doyle |
| 10 maja 201514:00 | Charlie Hodgson 7 (2pd K) Chris Ashton 5 (P) Chris Wyles 5 (P) Owen Farrell 3 (K) | 20:24(17:17) | Gareth Steenson 9 (3pd K) Luke Cowan-Dickie 5 (P) Thomas Waldrom 10 (2P) | Allianz Park, Londyn Widzów: 9815 Sędzia: JP Doyle |

| 16 maja 201515:30 | Bath | 50:30(21:13) | Gloucester                                                                        | The Recreation Ground, Bath Widzów: 13397 Sędzia: Dean Richards |
| 16 maja 201515:30 | Anthony Watson 5 (P) George Ford 16 (P 4pd K) Horacio Agulla 5 (P) Kyle Eastmond 5 (P) Ollie Devoto 5 (P) Sam Burgess 5 (P) Semesa Rokoduguni 5 (P) Tom Homer 4 (2pd) | 50:30(21:13) | Aled Thomas 10 (2pd 2K) Dan Robson 5 (P) Daniel Thomas 5 (P) Steve McColl 10 (2P) | The Recreation Ground, Bath Widzów: 13397 Sędzia: Dean Richards |
| 16 maja 201515:30 | Nick Wood | 50:30(21:13) |                                                                                   | The Recreation Ground, Bath Widzów: 13397 Sędzia: Dean Richards |

| 16 maja 201515:30 | Exeter | 44:16(15:11) | Sale Sharks                                 | Sandy Park, Exeter Widzów: 12642 Sędzia: Wayne Barnes |
| 16 maja 201515:30 | Ben White 5 (P) Byron McGuigan 5 (P) Gareth Steenson 9 (3pd K) Henry Slade 5 (P) Ian Whitten 5 (P) Jack Nowell 5 (P) Matt Jess 10 (2P) | 44:16(15:11) | Danny Cipriani 6 (2K) Josh Beaumont 10 (2P) | Sandy Park, Exeter Widzów: 12642 Sędzia: Wayne Barnes |
| 16 maja 201515:30 | Alex Brown | 44:16(15:11) | Johnny Leota · Mark Cueto · Ross Harrison   | Sandy Park, Exeter Widzów: 12642 Sędzia: Wayne Barnes |

| 16 maja 201515:30 | Leicester Tigers                                                            | 22:14(8:9) | Northampton Saints                       | Welford Road, Leicester Widzów: 24000 Sędzia: Matt Carley |
| 16 maja 201515:30 | Freddie Burns 9 (3K) Jordan Crane 5 (P) Niall Morris 5 (P) Tommy Bell 3 (K) | 22:14(8:9) | James Wilson 9 (3K) Tom Stephenson 5 (P) | Welford Road, Leicester Widzów: 24000 Sędzia: Matt Carley |
| 16 maja 201515:30 | Gareth Denman · Salesi Maʻafu                                               | 22:14(8:9) |                                          | Welford Road, Leicester Widzów: 24000 Sędzia: Matt Carley |

| 16 maja 201515:30 | London Irish | 40:40(22:18) | London Wasps                                                                                               | Madejski Stadium, Reading Widzów: 9295 Sędzia: JP Doyle |
| 16 maja 201515:30 | Alex Lewington 5 (P) Andrew Fenby 5 (P) Andy Short 5 (P) Chris Noakes 5 (P) James Short 5 (P) Shane Geraghty 15 (3pd 3K) | 40:40(22:18) | Andy Goode 15 (3pd 3K) Guy Thompson 5 (P) James Haskell 5 (P) Rob Miller 5 (P) Sailosi Tagicakibau 10 (2P) | Madejski Stadium, Reading Widzów: 9295 Sędzia: JP Doyle |

| 16 maja 201515:30 | London Welsh                                | 17:68(17:26) | Saracens | Kassam Stadium, Oksford Widzów: 3633 Sędzia: Luke Pearce |
| 16 maja 201515:30 | Chris Elder 12 (P 2pd K) Nic Reynolds 5 (P) | 17:68(17:26) | Alex Goode 5 (P) Billy Vunipola 5 (P) Charlie Hodgson 5 (P) Chris Ashton 20 (4P) David Strettle 5 (P) Juan Figallo 5 (P) Mako Vunipola 5 (P) Owen Farrell 18 (9pd) | Kassam Stadium, Oksford Widzów: 3633 Sędzia: Luke Pearce |
| 16 maja 201515:30 | Matt Corker                                 | 17:68(17:26) | | Kassam Stadium, Oksford Widzów: 3633 Sędzia: Luke Pearce |

| 16 maja 201515:30 | Newcastle Falcons | 37:21(11:16) | Harlequins                                  | Kingston Park, Newcastle upon Tyne Widzów: 7014 Sędzia: Tom Foley |
| 16 maja 201515:30 | Adam Powell 5 (P) Andy Saull 5 (P) Mike Blair 5 (P) Richard Mayhew 5 (P) Scott Lawson 5 (P) Tom Catterick 12 (3pd 2K) | 37:21(11:16) | Marland Yarde 5 (P) Nick Evans 16 (P pd 3K) | Kingston Park, Newcastle upon Tyne Widzów: 7014 Sędzia: Tom Foley |

## Faza pucharowa
|  |                    |                    |          |              |    |       |       |       |
|  | Półfinał           | Półfinał           | Półfinał |              |    | Finał | Finał | Finał |
|  | Półfinał           | Półfinał           | Półfinał |              |    | Finał | Finał | Finał |
|  | 23 maja 2015       |                    |          |              |    |       |       |       |
|  |                    |                    |          |              |    |       |       |       |
|  | Bath               | Bath               | 47       |              |    |       |       |       |
|  | Bath               | Bath               | 47       | 30 maja 2015 |    |       |       |       |
|  | Leicester Tigers   | Leicester Tigers   | 10       |              |    |       |       |       |
|  | Leicester Tigers   | Leicester Tigers   | 10       |              |    | Bath  | Bath  | 16    |
|  | 23 maja 2015       |                    |          |              |    | Bath  | Bath  | 16    |
|  |                    |                    | Saracens | Saracens     | 28 |       |       |       |
|  | Northampton Saints | Northampton Saints | Saracens | Saracens     | 28 | 24    |       |       |
|  | Northampton Saints | Northampton Saints |          |              |    |       |       |       |
|  | Saracens           | Saracens           | 29       |              |    |       |       |       |
|  | Saracens           | Saracens           | 29       |              |    |       |       |       |

| 23 maja 201517:00 | Bath | 47:10(21:10) | Leicester Tigers                        | The Recreation Ground, Bath Widzów: 13349 Sędzia: JP Doyle |
| 23 maja 201517:00 | Anthony Watson 5 (P) George Ford 17 (P 6pd) Kyle Eastmond 5 (P) Matt Banahan 15 (3P) Peter Stringer 5 (P) | 47:10(21:10) | Freddie Burns 5 (pd K) Tom Youngs 5 (P) | The Recreation Ground, Bath Widzów: 13349 Sędzia: JP Doyle |
| 23 maja 201517:00 | Anthony Watson · Leroy Houston                                                                            | 47:10(21:10) |                                         | The Recreation Ground, Bath Widzów: 13349 Sędzia: JP Doyle |

| 23 maja 201514:00 | Northampton Saints                      | 24:29(13:13) | Saracens                                    | Franklin’s Gardens, Northampton Widzów: 13362 Sędzia: Greg Garner |
| 23 maja 201514:00 | Stephen Myler 14 (pd 4K) Tom Wood 5 (P) | 24:29(13:13) | Jamie George 5 (P) Owen Farrell 19 (2pd 5K) | Franklin’s Gardens, Northampton Widzów: 13362 Sędzia: Greg Garner |
| 23 maja 201514:00 | Mako Vunipola                           | 24:29(13:13) |                                             | Franklin’s Gardens, Northampton Widzów: 13362 Sędzia: Greg Garner |

| 30 maja 201514:30 | Bath                                         | 16:28(3:25) | Saracens                                                        | Twickenham Stadium Londyn Widzów: 80589 Sędzia: Wayne Barnes |
| 30 maja 201514:30 | George Ford 17 (pd 5K) Jonathan Joseph 5 (P) | 16:28(3:25) | Chris Wyles 5 (P) Jamie George 5 (P) Owen Farrell 18 (P 2pd 3K) | Twickenham Stadium Londyn Widzów: 80589 Sędzia: Wayne Barnes |